# Gonzalo Malán
Gonzalo Malán, vollständiger Name Gonzalo Daniel Malán Arenas, (* 8. April 1988 in Nueva Helvecia) ist ein ehemaliger uruguayischer Fußballspieler.

## Karriere
Der 1,86 Meter große Offensivakteur Gonzalo Malán ist der Bruder der beiden Fußballprofis Cristian Malán und Mathías Malán. Er wechselte im Januar 2012 vom uruguayischen Zweitligisten Sud América zum Club Atlético Rentistas. Dort bestritt er in der restlichen Spielzeit 2011/12 sieben Partien (kein Tor) in der Primera División. Im Juli 2012 schloss er sich in Argentinien dem im Torneo Argentino A antretenden Klub CA Alvarado an und lief dort in der Saison 2012/13 ebenfalls in sieben Ligaspielen (kein Tor) auf. Überdies stand er in zwei Begegnungen (ein Tor) der Copa Argentina auf dem Platz. Bereits im Februar 2013 kehrte er zu Sud América zurück. Nachdem der Verein zur Spielzeit 2013/14 in die Primera División aufgestiegen war, kam er dort in der Folgezeit in 13 Erstligaspielen zum Einsatz und traf zweimal ins gegnerische Tor. Ende Juli 2014 wechselte er auf Leihbasis zum Erstligaaufsteiger Rampla Juniors. In der Apertura 2014 wurde er 13-mal (sieben Tore) in der höchsten uruguayischen Spielklasse eingesetzt. Anfang Januar 2015 wurde er erneut seitens Sud América ausgeliehen. Aufnehmender Verein war CD Antofagasta aus Chile. Dort lief er siebenmal in der Primera División auf und schoss ein Tor. Überdies kam er zweimal (kein Tor) in der Copa Chile zum Einsatz. Ab Juli 2015 folgte eine weitere Leihe. Aufnehmender Verein war dieses Mal Santiago Morning. Für den Klub aus Santiago de Chile bestritt 23 zehn Partien (zwei Tore) in der Primera B und zwei Begegnungen (kein Tor) der Copa Chile. Anfang Februar 2016 kehrte er zu Sud América zurück und lief dort siebenmal (kein Tor) in der Clausura 2016 auf. Im Juli 2016 wechselte er innerhalb der Liga zu Plaza Colonia und absolvierte in der anschließenden Saison 2016 zehn Ligaspiele (drei Tore) und zwei Begegnungen (kein Tor) in der Copa Sudamericana 2016. Seit 2017 steht er in Reihen des FC Birkirkara. Bei den Maltesern wurde er in der Saison 2016/17 in 13 Ligapartien (vier Tore) eingesetzt. Danach spielte der Offensivspieler noch in Argentinien, Venezuela und Mexiko, wo er 2019 bei Alebrijes de Oaxaca FC seine Karriere beendete.